# أبوسوم شائع
أبوسوم شائع (الاسم العلمي:Didelphis marsupialis)، هو نوع من الأبوسوم يتواجد في أمريكا الجنوبية.